# Vassilis Karasmanis
Vassilis Karasmanis, griechisch Βασίλης Καρασμάνης (* 28. September 1949 in Athen) ist ein griechischer Philosophiehistoriker auf dem Gebiet der antiken Philosophie.

## Leben
Nach einem Diplom als Ingenieur der Agronomie und Topographie (Πτυχίο Αγρονόμων–Τοπογράφων Μηχανικών) 1972 an der Nationalen Technischen Universität Athen absolvierte Karasmanis 1981 einen Corso di perfezionamento in filosofia an der Universität Pavia bei Mario Vegetti. Darauf folgte ein Promotionsstudium in Philosophie am Brasenose College der University of Oxford, das er 1987 mit einer Dissertation The Hypothetical Method in Plato's Middle Dialogues bei John Lloyd Ackrill abschloss. Er lehrte bis zu seiner Emeritierung als Professor für Philosophie an der Nationalen Technischen Universität Athen.
Forschungsschwerpunkte sind die altgriechische Philosophie und Wissenschaft (einschließlich der Mathematik) sowie Geschichte und Philosophie der Technik.

## Schriften (Auswahl)
- Αρχαία Ελληνικά Μαθηματικά και Τεχνολογία. Αθήνα, Λιβάνης, 2019.
- mit Katerina Ierodiakonou, Paul Kalligas (Hrsg.): Aristotle's Physics Alpha. (Symposium Aristotelicum, 20) Oxford University Press, Oxford 2019.
- mit Richard Patterson, Arnold Hermann (Hrsg.): Presocratics and Plato. Festschrift at Delphi in Honor of Charles Kahn. Papers Presented at the Festschrift Symposium in Honor of Charles Kahn Organized by the Hyele Institute for Comparative Studies European Cultural Center of Delphi, June 3rd–7th, 2009, Delphi, Greece. Parmenides Publishing, 2012.
- mit Lindsay Judson (Hrsg.), Remembering Socrates. Oxford University Press, Oxford 2006.
- mit Δ. Αναπολιτάνος (Hrsg.), Αρχαία Ελληνικά Μαθηματικά: Κείμενα Ιστορίας και Φιλοσοφίας. εκδ. Τροχαλία, Αθήνα 1993.